# مايرون دي ألميدا
مايرون دي ألميدا (22 نوفمبر 1995 ببلجيكا - ) هو لاعب كرة قدم بلجيكي في مركز الهجوم. لعب مع نادي تور ونادي فيرتون.

## روابط خارجية
- مايرون دي ألميدا على موقع قاعدة بيانات كرة القدم.إي يو (الإنجليزية)
- مايرون دي ألميدا على موقع Soccerway.com (الإنجليزية)